# Sibiu Cycling Tour 2012
Die Sibiu Cycling Tour 2012 fand vom 4. bis 8. Juli statt. Sie wurde in der Kategorie 2.2. der UCI Europe Tour ausgetragen. Das Rennen wurde zum ersten Mal mit einem Prolog begonnen und hatte eine Gesamtdistanz von 432,95 km.

## Etappen
| Etappe | Tag     | Strecke                               | km    | Typ | Sieger             |
| ------ | ------- | ------------------------------------- | ----- | --- | ------------------ |
| P      | 4. Juli | Hermannstadt – Hermannstadt           | 2,4   |     | Jon Bergsland      |
| 1      | 5. Juli | Hermannstadt – Păltiniș               | 184   |     | Víctor de la Parte |
| 2      | 6. Juli | Historische Altstadt von Hermannstadt | 10,2  |     | Kolss Cycling Team |
| 3      | 7. Juli | Hermannstadt – Bâlea-See              | 90,15 |     | Martin Haring      |
| 4      | 8. Juli | Hermannstadt – Hermannstadt           | 146,2 |     | Gabor Kasa         |

## Wertungen
|                | Fahrer              | Team                       | Zeit       |
| -------------- | ------------------- | -------------------------- | ---------- |
| 1              | Víctor de la Parte  | SP Tableware Cycling Team  | 11:34:30 h |
| 2              | Matija Kvasina      | Tusnad Cycling Team        | + 0:17 min |
| 3              | Artjom Toptschanjuk | SP Tableware Cycling Team  | + 0:56 min |
| Oranges Trikot | Anatolij Sossnizkij | Kolss Cycling Team         | -          |
| Blaues Trikot  | Gabor Kasa          | Nationalmannschaft Serbien | -          |
| Rotes Trikot   | George Stancu       | -                          | -          |